# 第五電視台 (西班牙)
第五电视台（西班牙語：Telecinco）是由Mediaset西班牙通讯经营的西班牙商业电视台。第五电视台在1989年开始实验传播，后来在1990年开始正式播出，随后被称为Tele 5，1997年改称为Telecinco。

## 歷史
在1989年3月10日，第五电视台开始了它的实验性播出，后来，第五电视台在1990年3月3日晚上八时正式启动广播。最初，仅覆盖巴塞罗那和马德里地区的第五电视台仅在下午和晚上播出，但一年后覆盖了整个西班牙。1997年，第五电视台的名称从Tele 5改为Telecinco。

## 節目
第五電視台的節目導向為多面向，設定的觀眾群為一般大眾。第五電視台的節目有一大部分為本身所製作，重點在時事、娛樂、及實境秀。另外，第五電視台也會播放影集、電影、以及體育節目。

## 爭議
第五電視台在2008至2011年間，對侵犯他人名譽及隱私方面的賠償已累積至120萬歐元。
在2013年12月31日的跨年晚會上，第五電視台播放了侮辱華人的短劇節目。

## 外部連結
- Telecinco - Noticias de última hora, realities y series（页面存档备份，存于）